# Touche quelconque
Traditionnellement, les logiciels informatiques affichent une phrase du style « Appuyez sur une touche quelconque pour continuer » lorsqu'une pause est nécessaire, de façon que l'utilisateur ait le temps de lire l'information utile lors d'un traitement ; un appui sur n'importe quelle touche du clavier poursuit l'opération en cours.
La formulation en anglais « Press any key to continue » a nourri la culture informatique notamment d'une hypothétique touche appelée « any ».

## Historique
Les premiers ordinateurs étaient souvent interfacés de téléscripteurs, qui imprimaient les résultats des traitements de manière continue. Durant les années 1970, ils furent remplacés par des terminaux ; le texte disparaissait au fur et à mesure du défilement des lignes à l'écran. Pour compenser cet effet, les programmeurs ont généralement introduit une pause dans les logiciels après qu'une page de résultats est affichée, autorisant la suite du défilement par l'appui sur une touche du clavier.
Une telle pause était également nécessaire lorsqu'une intervention de la part de l'utilisateur était nécessaire, comme l'introduction d'une disquette ou le chargement de papier dans une imprimante.
Sous DOS, on pouvait introduire cette interruption à l'aide de la commande PAUSE éventuellement précédée d'un texte explicatif.
Ces messages d'attente étaient fréquents sur les systèmes n'affichant que du texte, avant le développement d'interfaces graphiques qui introduisirent la barre de défilement pour autoriser la navigation à travers le flot de résultats. Toutefois le message d'attente est toujours d'actualité lorsqu'il s'agit d'interactions avec l'utilisateur, sous la forme de pop-ups explicites (« Cliquez sur OK pour continuer »).

## De l'anecdote à la culture informatique

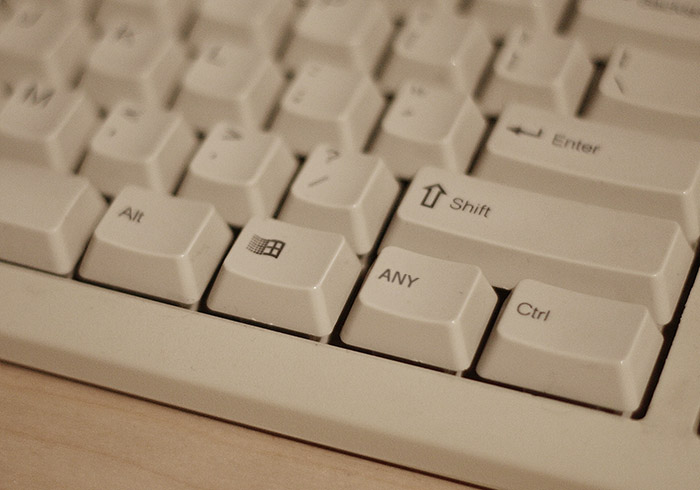
La touche ANY

On pouvait souvent rencontrer dans les années 1980 la forme originale en anglais « Press any key to continue ». Les supports techniques des fournisseurs de logiciels ont rapporté qu'un certain nombre d'appelants n'arrivaient pas à localiser la touche « any » sur leur clavier, à tel point que Compaq ajouta à sa FAQ une note expliquant le sens de cette phrase, ; il fut même envisagé de la remplacer par « Press Return key », la touche entrée (« Return ») existant bel et bien , sans que cela ne modifie le principe, mais pour aider les gens à l'appliquer. De même, des claviers inclurent une touche « any » pour cela (cf figure).